# Malin Börjesdotter
Malin Börjesdotter, även kallad Malin Börgesdotter och Malin Nils Fredrikssons, född 1620 i Uddevalla, Bohuslän, Norge, död 7 december 1700 i Marstrand, var en svensk kvinna som blev åtalad för trolldom i Bohuslän under det stora oväsendet. Hon tillhör de som frikändes för häxeri och utgjorde ett ovanligt fall i form av medlem i en samhällsklass som kunde försvara sig mer effektivt.

## Biografi
Malin Börjesdotter gifte sig med handlaren och redaren Nils Fredriksson Bagge (1610-1668), som var borgmästare i Marstrand. Hon blev mor till rådmannen Johan Nilsson Bagge; kyrkoherden Fredrik Bagge (som 1669 utsågs till kyrkoherde i Marstrand); Catarina Nilsdotter Bagge och rådmannen Börje Nilsson Bagge. 
Hon angavs för trolldom av Gertrud Corporals, Pehr Larsson och Elin i Staxäng. Kirsti Swen Snickares uppgav att Malin närvarat tre gånger på häxsabbat. Hon påstods ha deltagit i Satans bröllop med Ingeborg Slaktars dotter Malin Slaktars i Marstrand. Malin nekade till alla anklagelser. 
Malin Börjesdotter utgjorde ett ovanligt fall, då hon tillhörde en högre samhällsklass än de andra anklagade i Marstrand. Hennes söner var ämbetsmän och skrev ständiga brev till myndigheterna för att ingripa till hennes förmån, och hade fördelar som de flesta andra inte hade. Hennes son Fredrik Bagge förklarade upprört flera gånger att hans mor utsattes för "lögnaktiga tungors förtal" och krävde att domstolen skulle skynda sig att avgöra saken för familjens skull som i tre års tid förorsakats: 
"större hjärtesorg, smärta och bedröfvelse än någon människa kan tänka, som själf icke varit biten af lögnaktiga tungor".
Gertrud Corporals, Per Larsson och Elin i Staxäng tog dock tillbaka sitt utpekande av Malin. Kirsti både tog tillbaka och fasthöll vid sitt utpekade så många gånger att rätten beslutade att se hennes angivelse som inte trovärdig, något rätten också stödde på lagen att en häxas vittnesmål inte fick utgöra den enda grunden för att fällande. 
Malin frikändes med orden: 
"Varför bliver Malin Börgesdotter av de härtill inbragte skälen för sådan trolldoms beskyllning alldeles fri känd och vid sin förre heder confirmerad. Varöver henne även ett öppet avsked meddelas."
Hon var inte den enda som frikändes i häxprocessen i Marstrand. Vid samma tidpunkt frikändes även Greta Mattsdotter och Catarina Bengts.